# Drinking on My Bed
"Drinking On My Bed" is een single van de Nederlandse bluesband The Rob Hoeke Rhythm & Blues Group uit 1968.
Het nummer werd gezongen door bandlid Frans Hoeke, neef van bandleider Rob Hoeke. Het haalde de elfde plaats in de Nederlandse Top 40 en werd opgenomen op het album Save Our Souls.

## NPO Radio 2 Top 2000
Drinking on My Bed stond alleen in 2000 in de NPO Radio 2 Top 2000, op plek 1317.